# Jamie Baulch
Jamie Baulch (Nottingham, Reino Unido, 3 de mayo de 1973) es un atleta británico, especializado en la prueba de 4x400 m en la que llegó a ser campeón mundial en 1997.

## Carrera deportiva
En los JJ. OO. de Atlanta 1996 ganó la plata en los relevos 4x400 metros, superando a Reino Unido (plata) y Jamaica (bronce).
Al año siguiente, en el Mundial de Atenas 1997 ganó la medalla de oro en los relevos 4x400 metros, con un tiempo de 2:56.65 segundos, llegando a la meta por delante de Jamaica y Polonia, siendo sus compañeros de equipo: Roger Black, Ywan Thomas y Mark Richardson.